# Hipposideros corynophyllus
Hipposideros corynophyllus — є одним з видів кажанів родини Hipposideridae.

## Поширення
Країни поширення: Індонезія, Папуа Нова Гвінея. Спочиває в глибоких печерах на висоті 1600 до 1800 м над рівнем моря. Вид харчується, ймовірно, в лісовому середовищі.

## Загрози та охорона
Неясно, чи є які-небудь загрози для виду.